# スカーレッツ

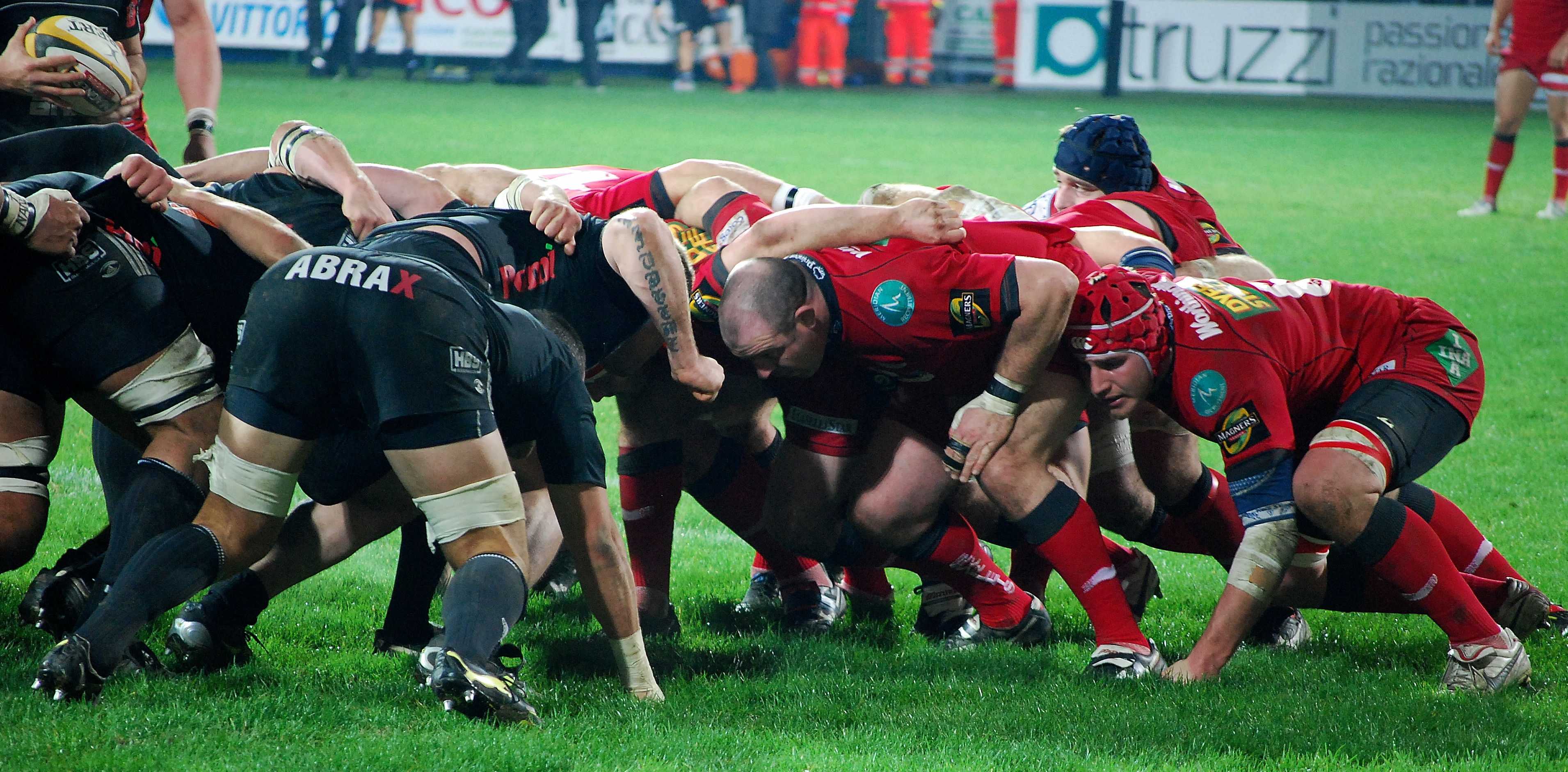

スカーレッツ（英: Scarlets）は、ウェールズ・ラネリに本拠地を置くラグビーユニオンクラブである。スタジアムはパーク・ア・スカーレッツ。

## 歴史
2003年に創設され、ケルティックリーグ（現・ユナイテッド・ラグビー・チャンピオンシップ）に参加。同年度に初優勝を果たした。

## タイトル
- プロ14(ケルティックリーグ)…2003、2016

## スコッド
2024-25シーズンのスコッド（2024年8月現在）
| フッカー - ライアン・エリアス - シェーン・エバンス - マルヌス・ファン・ダ・メルヴェ - ケン・オーウェンズ プロップ - アペック・ヘップバーン - キャムスレー・マティアス - ハリー・オコーナー - ヘンリー・トーマス - サム・ウェインライト ロック - アレックス・クレイグ - マックス・ダグラス - モーガン・ジョーンズ - サム・ラウシ - ジャック・プライス | フランカー/No.8 - ダン・デイヴィス - バエア・フィフィタ - ジョシュ・マクラウド - タイム・プラムツリー - ジャロッド・タイラー - カーウィン・トゥイプロトゥ - ベン・ウィリアムズ スクラムハーフ - ギャレス・デーヴィス - アーキー・ヒューズ - エファン・ジョーンズ(Efan Jones) フライハーフ - サム・コステロウ - イオアン・ロイド | センター - エディー・ジェームズ - ジョー・ロバーツ - ジョニー・ウィリアムズ ウイング - ステフ・エヴァンズ - トミー・ルイス - ブレア・マレー(Blair Murray) - イオアン・ニコラス フルバック - エリス・ミー - トム・ロジャース |
| | | |
| はキャプテン。 | | |

## 歴代所属選手
- スコット・ウィリアムズ(Scott Williams)…ウェールズ代表58キャップ、現在はオスプリーズに所属。
- タイグ・バーン(Tadhg Beirne)…アイルランド代表13キャップ、現在はマンスターに所属。
- ジョージ・ノース(George North)…ウェールズ代表98キャップ、現在はオスプリーズに所属。
- ジョシュ・アダムス(Josh Adams)…ウェールズ代表24キャップ、現在はカーディフ・ブルーズに所属。
- オーウェン・ウィリアムズ(Owen Williams)…ウェールズ代表3キャップ、現在はNTTドコモレッドハリケーンズに所属。
- ベン・モーガン(Ben Morgan)…イングランド代表31キャップ、現在はグロスターに所属。
- ショーン・ラモント(Sean Lamont)…スコットランド代表105キャップ、2007・2011・2015年W杯出場。
- ジョン・バークリー (John Barclay) …スコットランド代表76キャップ。現在はエディンバラに所属。
- リース・プリーストランド(Rhys Priestland)…ウェールズ代表50キャップ、現在はバースに所属。
- マイク・フィリップス(Mike Phillips)…ウェールズ代表94キャップ、2007・2011・2015W杯3大会出場。
- ドミニク・デイ(Dominic Day)…ウェールズ代表3キャップ、2015W杯出場。
- DTH・ファン・デル・メルヴァ(DTH van der Merwe)…カナダ代表61キャップ、現在はグラスゴー・ウォリアーズに所属。
- ハーシェル・ヤンチース(Herschel Jantjies)…南アフリカ代表18キャップ、現在はストーマーズに所属。
- アレッド・デーヴィス(Aled Davies)…ウェールズ代表20キャップ、現在はオスプリーズに所属。
- マイケル・コリンズ(Michael Collins)…現在はハイランダーズに所属。
- キーロン・フォノティ(Kieron Fonotia)…サモア代表12キャップ、現在はタスマンに所属。
- ハドリー・パークス(Hadleigh Parkes)…ウェールズ代表29キャップ、現在は埼玉パナソニックワイルドナイツに所属。
- ジェイク・ボール(Jake Ball)…ウェールズ代表49キャップ、2015・2019年W杯出場。
- テビタ・ラトゥバ(Tevita Ratuva)…フィジー代表6キャップ、現在はCAブリーヴに所属。
- ジェームズ・デーヴィス(James Davies)…ウェールズ代表11キャップ、リオ五輪7人制イギリス代表銀メダリスト、2019年W杯出場。
- リアム・ウィリアムズ(Liam Williams)…ウェールズ代表72キャップ、現在はカーディフ・ラグビーに所属する。
- サムソン・リー(Samson Lee)…ウェールズ代表通算45キャップ、2015年W杯出場。
- ジョナサン・デーヴィス(Jonathan Davies)…ウェールズ代表通算96キャップ、2011・2019年W杯2大会出場。
- スコット・ウィリアムズ(Scott Williams)…ウェールズ代表通算58キャップ、2011・2015年W杯2大会出場。
- リー・ハーフペニー(Leigh Halfpenny)…ウェールズ代表101キャップ、現在はハーレクインズに所属。
- シオネ・カラマフォニ(Sione Kalamafoni)…トンガ代表37キャップ、現在はRCヴァンヌに所属。
- トマス・レサナ(Tomás Lezana)…アルゼンチン代表39キャップ、現在はUSモントーバンに所属。
- ウィン・ジョーンズ(Wyn Jones)…ウェールズ代表48キャップ、現在はハーレクインズに所属。
- アーロン・シングラー(Aaron Shingler)…ウェールズ代表27キャップ、2019年W杯出場。
- ブレイド・トムソン(Blade Thomson)…スコットランド代表通算10キャップ、2019年W杯出場。
- キーラン・ハーディ(Kieran Hardy)…ウェールズ代表21キャップ、現在はオスプリーズに所属。
- リース・パッチェル(Rhys Patchell)…ウェールズ代表21キャップ、現在はNECグリーンロケッツ東葛に所属。